# Peyto Lake
Der Peyto Lake ist ein Bergsee im Banff-Nationalpark in der kanadischen Provinz Alberta. Der Peyto Lake wurde nach Bill Peyto (ausgesprochen Pee-Toe) benannt, einem bekannten Trapper und Bergführer Ende des 19. Jahrhunderts.

## Lage
Der See befindet sich in den Kanadischen Rocky Mountains. Er kann über den Icefields Parkway erreicht werden. Der See wird von Gletschern gespeist (darunter der gleichnamige Peyto-Gletscher) und ist aufgrund seiner auffälligen türkisen Farbe in vielen Bildbänden über Kanada abgebildet. Diese Wasserfärbung wird durch feine Gesteinspartikel (dem Steinmehl oder Gletschermilch) verursacht, welches auch als rock flour oder glacial flour bezeichnet werden und die mit dem Schmelzwasser in den See gelangen.